# Halachorutes
Genre
Halachorutes est un genre de collemboles de la famille des Neanuridae.

## Distribution
Les espèces de ce genre se rencontrent en Amérique.

## Liste des espèces
Selon Checklist of the Collembola of the World (version du 29 octobre 2019) :
- Halachorutes quadrisetosus (Snider, 1981)
- Halachorutes schusteri Arlé, 1967

## Publication originale
- Arlé, 1967 : Un nouveau Collembole marin du littoral brésilien. Revista Brasileira de Biologia, vol. 26, p. 367-372.